# Giorgio Schiavone
Pour les articles homonymes, voir Schiavone.
Giorgio Schiavone est un peintre italien, né à Skradin (Croatie), en 1436/1437 sous le nom de Juraj Ćulinović, et mort le 6 décembre 1504 à Šibenik.

## Biographie
Le nom de Schiavone, le Slavon, était donné en Italie, aux personnes originaires de Dalmatie.

Il a été apprenti de Squarcione à Padoue de 1456 à 1459, qui lui a transmis ce que lui avaient appris les sculptures de Donatello : l'amour pour l'Antique, la prédilection pour des lignes nettes et des couleurs riches et marbrées. Mais son style a été atténué par une certaine discipline introduite par l'influence indirecte de Piero della Francesca, rencontré à Padoue dans les années 1450, lors de la construction de la Chapelle Ovetari. Sa peinture semble aussi une des dernières manifestations de l'école de Ferrare, dont faisait partie notamment Cosme Tura, un autre élève de Squarcione.
En 1461, avec la diffusion en Vénétie du style doux et naturel de Giovanni Bellini et d'Antonello de Messine, le style contourné de Squarcione est dépassé. Schiavone, comme d'autres peintres illustres tels que Carlo Crivelli ou Marco Zoppo, se déplaça vers des lieux plus périphériques, donnant naissance à la culture picturale « adriatique».
Schiavone est alors retourné en Dalmatie et en 1462 il se trouvait à Zadar. La même année il épousa Jelena, fille du sculpteur Giorgio di Matteo.
À partir de 1463 il habite Šibenik, tout en se rendant de temps en temps à Padoue.

## Œuvres qui lui sont attribuées

### LeRetable de saint Nicolas
Il s'agit probablement d'une des premières œuvres de Giorgio Schiavone, réalisée vers 1456-1461 (tempera sur bois) laquelle se trouvait à Padoue. Il est aujourd'hui dispersé. 
- Plusieurs panneaux se trouvent à  Londres, à la National Gallery :
  - La Vierge à l'Enfant en majesté, 91 × 35 cm
  - La Pietà, 37 × 26 cm.
  - Une sainte, 32 × 25 cm
  - Saint Jérôme, 32 × 25 cm
  - Saint Antoine de Padoue, 66 × 23 cm
  - Saint Pierre martyr, 66 × 23 cm
  - Saint Bernardin, 72 × 25 cm. Saint Bernardin fut  canonisé en 1450.
  - Saint Jean-Baptiste, 72 × 25 cm
  - Sainte Catherine, 30 × 23 cm
  - Saint Sébastien,  30 × 23 cm

### Autres œuvres
- Saint Bernardin de Sienne, v. 1450, 38 × 25 cm, Milan, Museo Poldi Pezzoli[3]. Le saint y est montré de profil, comme le représente  Mantegna  dans  un tableau de la même période, dont le tableau est conservé à Bergame à l'Académie Carrara[4]. Dans ces deux tableaux le réalisme, presque impitoyable, est typique du style padouan au milieu du XVe siècle.
- Vierge à l'Enfant en majesté[5], 1456-1460, huile sur bois transférée sur toile, 81 × 57 cm,   Berlin, Gemäldegalerie, Staatliche Museen,
- Vierge à l'Enfant, Turin  Galerie Sabauda,
- Vierge à l'Enfant et deux anges musiciens[6], v. 1459-1460,  Baltimore, Walters Art Gallery,
- Deux panneaux représentant des frères franciscains, réalisés pour l'église Saint-François-le-Grand à Padoue. Ils faisaient partie d'un polyptyque dispersé. Ils sont aujourd'hui au musée diocésain de Padoue (Palais de l'évêché) :
  - Saint François et Saint Jérôme[7]
  - Saint Luc de Toulouse et Saint Antoine[8]
- Portrait d'un homme, Paris, Musée Jacquemart-André,
- Vierge à l'Enfant, huile sur panneau, 106 × 52 cm, Šibenik, monastère Saint-Laurent[9]

## Galerie

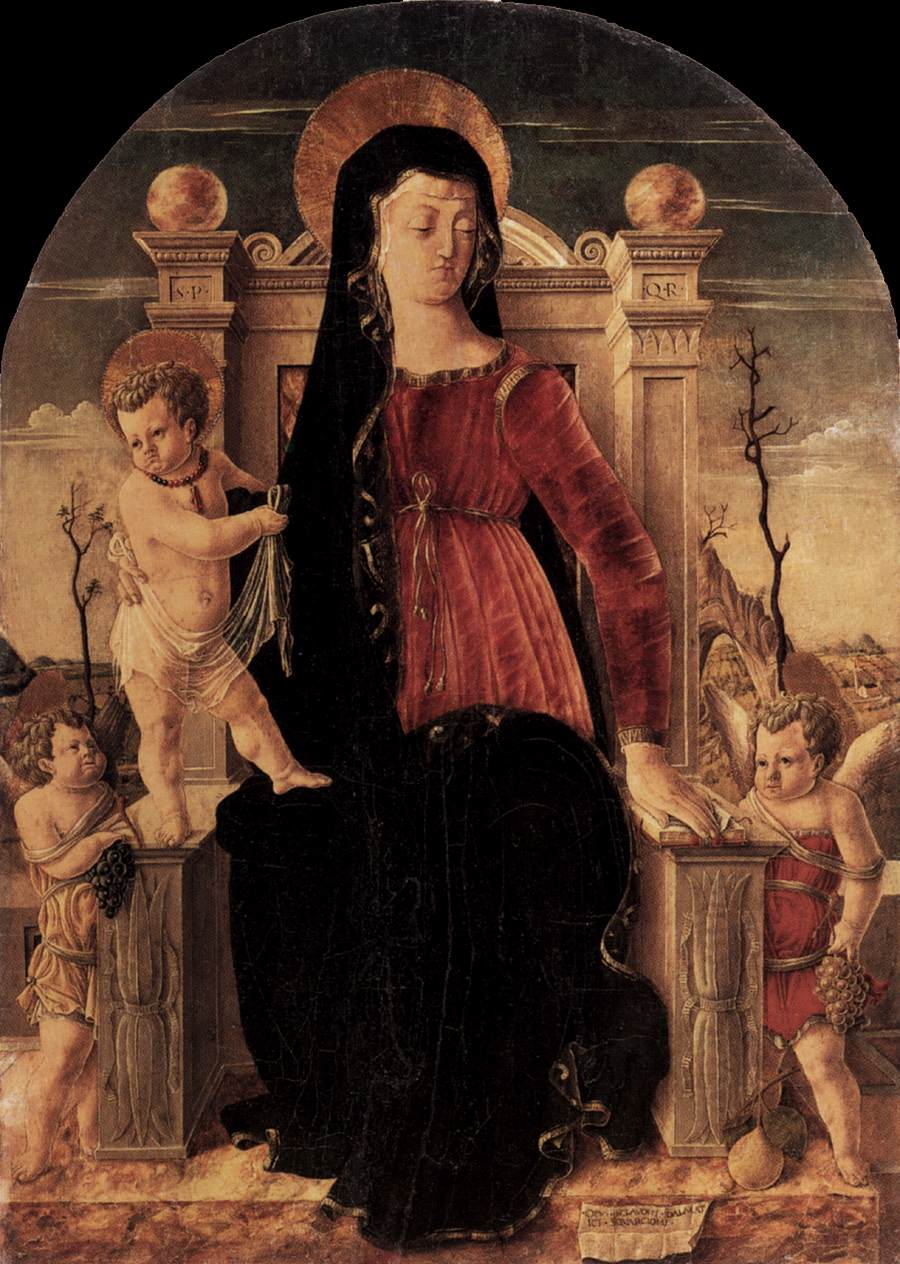
Vierge à l'Enfant en majesté, Berlin.
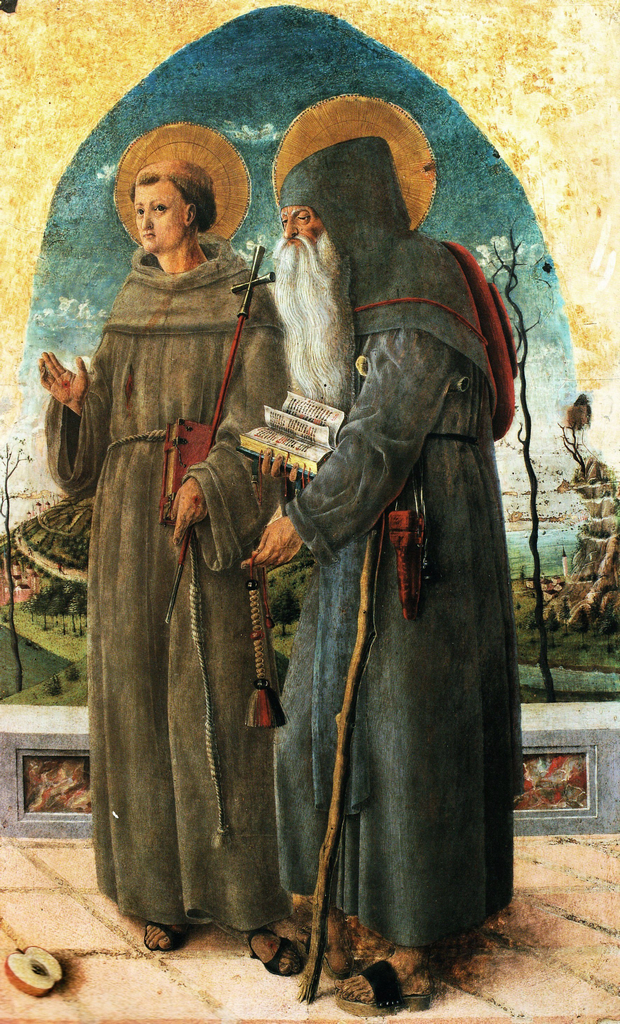
Saint François et Saint Jérôme, musée diocésain de Padoue.
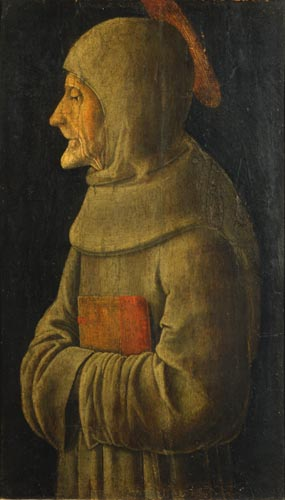
Saint Bernardin de Sienne, musée Poldi-Pezzoli à Milan.